# تاريخ المرأة والفن

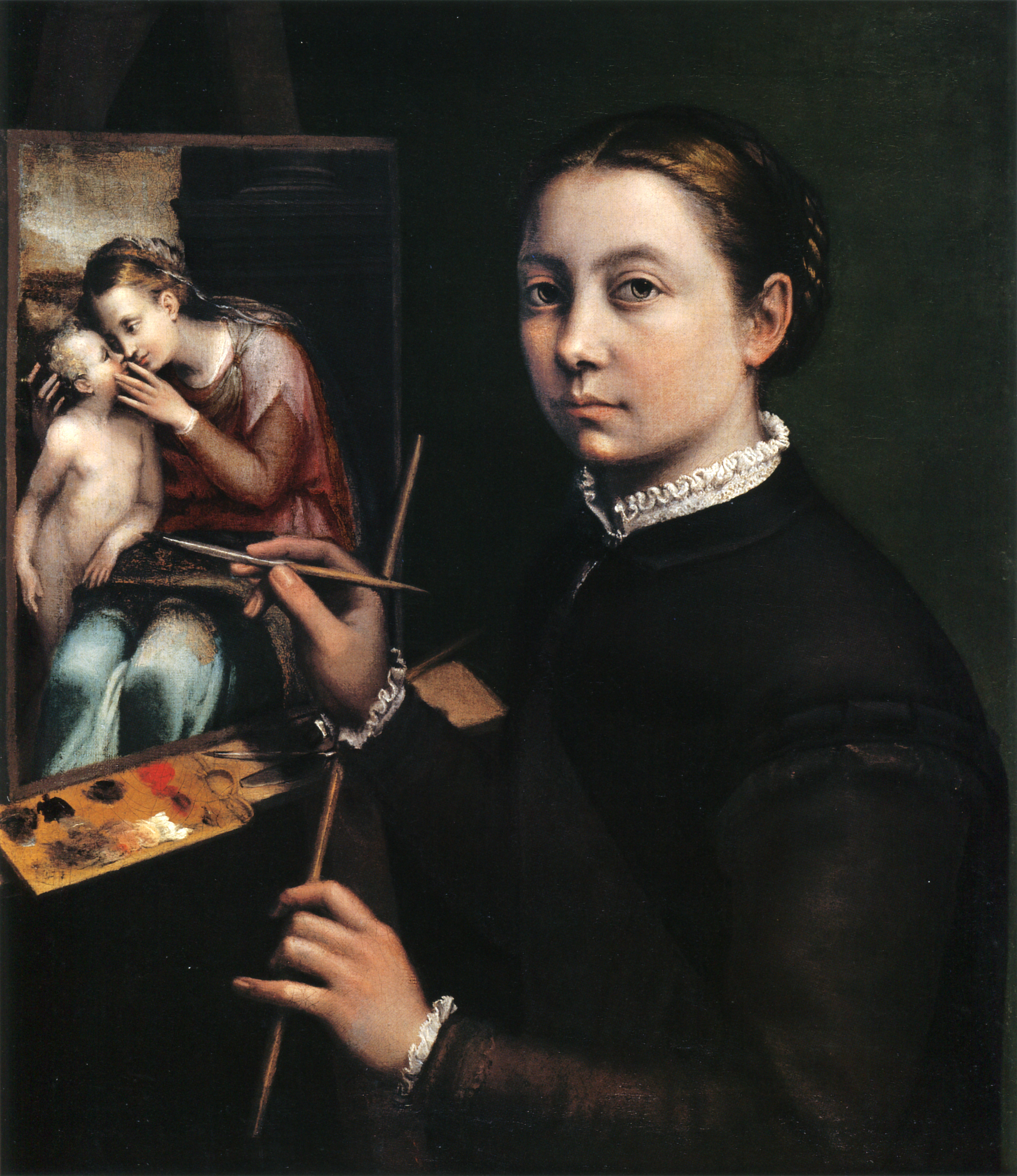

تاريخ المرأة والفن هي سلسلة تليفزيونية وثائقية، تتكون من ساعة واحدة في ثلاثة حلقات، عن تاريخ النساء والفن في أوروبا من عصر النهضة وما يليه.